# Тодд Беннетт
Тодд Беннетт  (англ. Todd Bennett; нар. 6 липня 1962, Саутгемптон, Англія — пом. 16 липня 2013, Саутгемптон, Англія) — британський легкоатлет, олімпійський медаліст.

## Виступи на Олімпіадах
| Олімпіада         | Дисципліна              | Місце     |
| ----------------- | ----------------------- | --------- |
| Лос-Анджелес 1984 | біг на 400 метрів       | 5 h3 r2/4 |
| Лос-Анджелес 1984 | естафета 4 x 400 метрів | 2         |
| Сеул 1988         | біг на 400 метрів       | 6 h2 r2/4 |
| Сеул 1988         | естафета 4 x 400 метрів | 5         |